# Uladzimir Samsonaŭ
Uladzimir Viktaravič Samsonaŭ (in bielorusso Уладзімір Віктаравіч Самсонаў?; Minsk, 17 aprile 1976) è un tennistavolista bielorusso, vincitore di tre edizioni della Coppa del mondo individuale (1999, 2001, 2009) e tre volte campione europeo individuale (1998, 2003, 2005).
È uno dei giocatori più longevi della storia del tennistavolo; nel 2019, all'età di 43 anni, ha preso parte per la tredicesima volta ai campionati mondiali di tennis tavolo (record assoluto).

## Carriera
Ha iniziato a giocare per i club della massima divisione europea nel 1994, quando ha firmato con il Borussia Düsseldorf, poi sei anni dopo è passato al Royal Charleroi in Belgio. Nel 2008 si è trasferito in Spagna per giocare per il club della SuperDivision Cajagranada, ma ha lasciato dopo solo una stagione per unirsi al club della Premier League russa Fakel Orenburg, dove ha concluso la sua carriera dodici anni dopo.
Samsonov è famoso per essere rimasto tra i primi 10 giocatori più a lungo di chiunque altro nella storia della classifica ufficiale, ad eccezione della leggenda del tennistavolo Jan-Ove Waldner.
È entrato per la prima volta nella top-10 nel 1996, poi è salito alla prima posizione nel 1998 ed è rimasto nella top-10 per 15 anni, fino a novembre 2011. Era al 18º posto a dicembre 2017. È stato il giocatore con la maggior parte dei titoli ITTF Pro/World Tour (27) fino a quando Ma Long non lo ha superato (28). È arrivato secondo ai campionati del mondo del 1997, ed è stato anche tre volte campione europeo (1998, 2003, 2005) e tre volte vincitore della Coppa del mondo (1999, 2001, 2009).
Samsonov è noto come Mr. ECL ( European Champions League ), per aver vinto un record di 13 titoli ECL (inclusi due del suo predecessore, European Club Cup of Champions) - tre con il Borussia (1997, 1998, 2000) e cinque ciascuno con Charleroi (2001, 2002, 2003, 2004, 2007) e Fakel Orenburg (2012, 2013, 2015, 2017, 2019).
I suoi 13 titoli non sono solo il massimo mai raggiunto da un atleta nel tennistavolo, ma anche più di quanto qualsiasi atleta maschio o femmina abbia mai vinto nelle Champions League europee in tutti gli sport
Samsonov ha ricevuto il Richard Bergmann Fair Play Trophy ai campionati del mondo per tre volte, nel 2003, 2007 e 2013.
Nel 2021, nonostante si sia qualificato per le Olimpiadi di Tokyo, la sua settima volta che si è qualificato per le Olimpiadi, Samsonov si è ritirato dal torneo e poco dopo ha annunciato il suo ritiro.

## Palmarès
Top 12 Europeo:
- 1998, Halmstad: 1º classificato;
- 1999, Spalato: 1º classificato;
- 2001, Wels: 1º classificato;
- 2007, Arezzo: 1º classificato.